# Philip Francis (1708–1773)
Philip Francis, född omkring 1708 på Irland, död den 5 mars 1773 i Bath, var en engelsk skriftställare, far till sir Philip Francis.
Francis var präst i högkyrkan, men ägnade sig snart helt och hållet åt litterära sysslor. Av sin beskyddare lord Holland användes Francis, som varit informator för dennes son Charles James Fox, till litterärt biträde vid skrivandet av politiska broschyrer mot Pitt och Wilkes; hans tjänster belönades 1762 med ett stort pastorat. 
Francis utgav 1742-46 en Horatius-översättning i fyra band, som upplevde många upplagor. Taylors 1813 framställda gissning att Francis haft med de så kallade Juniusbreven att göra är av allt att döma grundlös.